# Egona I
Pour les articles homonymes, voir Egona.
Egona I est une localité du Cameroun, située dans l'arrondissement (commune) de Bafia, le département du Mbam-et-Inoubou et la Région du Centre.

## Population
En 1966, Egona I comptait 550 habitants, principalement des Ngoro. Lors du recensement de 2005, on a dénombré 1 368 personnes.